# Matti Makkonen
Matti Makkonen (16. dubna 1952 Suomussalmi – 26. června 2015 Seinäjoki) byl finský inženýr v oboru mobilní komunikace. Pracoval pro společnosti Nokia Networks, Tele Finland a Finnet Oy. V roce 2008 mu časopis The Economist udělil cenu za inovace v kategorii výpočetní a telekomunikační techniky za práci na vývoji SMS.

## Kariéra
V roce 1976 absolvoval studia elektrotechniky na technické vysoké škole v Oulu. V letech 1976–1983 pracoval jako systémový inženýr v Telecomu, PTL a TeliaSonera, kde vyvíjel bezdrátové komunikační služby pro mobilní sítě NMT. V letech 1984–1988 byl viceprezidentem společnosti PTL a ve stejné době pracoval na vývoji technologie GSM. V roce 1989 se stal prezidentem sekce mobilní komunikace, která byla přejmenována na Telecom Finland. V letech 1995–2000 působil jako viceprezident Mobile Communications Group. V roce 2000 byl krátce prezidentem a členem rady operátora Sonera.
V listopadu 2000 se stal ředitelem útvaru v Nokia Networks Professional Services. Od 1. února 2003 do 31. října jako CEO řídil společnost Finnet Oy.
Na počátku roku 2006 Makkonen působil jako člen výkonné rady a konzultant Tieto-X a PR agentury Evia.